# Tom Spieß
Tom Spieß (* 30. Dezember 1961 in Bremen) ist ein deutscher Filmproduzent.

## Biografie
Spieß studierte Theaterwissenschaften und Publizistik an der Freien Universität Berlin, bevor er seine Karriere als Produktionsfahrer begann. Als Aufnahmeleiter betreute er Filme von Regisseuren wie Mika Kaurismäki, Adolf Winkelmann und John Schlesinger, woraufhin er als Produktionsleiter bei verschiedenen Fernsehfilmen und internationalen Produktionen arbeitete. Die Gesellschafter von X-Filme Creative Pool engagierten ihn im Mai 1995 als Herstellungsleiter; ab Dezember 1997 übernahm er die Kölner Zweigstelle der X-Filme Creative Pool.
Für die 1998 von Sönke Wortmann gegründete Produktionsfirma Little Shark Entertainment, deren Gesellschafter er 2002 wurde, übernahm er im Januar 2000 die Geschäftsführung.
Im Januar 2017 wechselte Tom Spieß als Produzent zur Constantin Film.
Spieß hatte neben seinen Tätigkeiten als Produzent und Herstellungsleiter Gastauftritte in den Filmen Der Krieger und die Kaiserin, Die tödliche Maria (beide von Tom Tykwer) und Das Leben ist eine Baustelle (von Wolfgang Becker).

## Filmografie (Auswahl)

### Produzent
- 2002: Das Wunder von Bern
- 2004: Der Schatz der weißen Falken
- 2005: Freunde für immer – Das Leben ist rund (Fernsehserie)
- 2005: Arnies Welt (Fernsehfilm)
- 2006: Deutschland. Ein Sommermärchen (Dokumentarfilm)
- 2006: La mer
- 2008: Die besten Frauen der Welt (Dokumentarfilm)
- 2008: Hardcover
- 2009: Hangtime – Kein leichtes Spiel
- 2010: Ruhm
- 2011: Eine Insel namens Udo
- 2011: Hotel Lux
- 2012: Das Hochzeitsvideo
- 2013: Schoßgebete
- 2014: Weiter als der Ozean (Fernsehfilm)
- 2014: Die Mannschaft
- 2015: Frau Müller muss weg!
- 2016: Marija
- 2017: Lommbock
- 2017: Sommerfest
- 2018: Der Vorname
- 2020: Contra
- 2022: Der Nachname
- 2023: Liebes Kind
- 2024: Der Spitzname

### Herstellungsleiter
- 1997: Das Leben ist eine Baustelle
- 1998: Meschugge
- 1998: Auf der Couch (Kurzfilm)
- 1999: Absolute Giganten
- 2001: Lammbock – Alles in Handarbeit

## Auszeichnungen
- Deutscher Filmpreis:
  - 2000: Bester Spielfilm in Silber für "Absolute Giganten"
  - 2006: Bester Kinder- und Jugendfilm für Der Schatz der weißen Falken (Nominierung mit Sönke Wortmann)[3]
  - 2004: Bester Spielfilm in Silber für Das Wunder von Bern (Gewonnen mit Sönke Wortmann und Hanno Huth)[3]
  - 2022: Bester Spielfilm "Contra" (Nominierung)
- 2005: Adolf-Grimme Preis "Arnies Welt"
- 2006: Bambi "Deutschland - Ein Sommermärchen"
- 2007: Adolf Grimme Preis "Deutschland - Ein Sommermärchen"
- 2006 Bayerischer Filmpreis "Deutschland - Ein Sommermärchen"
- 2015: Romy in der Kategorie Bester Kinofilm für Frau Müller muss weg![4]
- 2024: International Emmy Award "Liebes Kind" (gewonnen)

## Mitgliedschaften
- 2007 bis 2013: Vorstandsmitglied der Deutschen Filmakademie
- 2002 bis 2012: Vorstandsmitglied des Film und Fernseh Produzentenverband NRW
- Mitglied der Europäischen Filmakademie
- seit 2014: Mitglied im Gesamtvorstand der Produzentenallianz